# NGC 7025
NGC 7025 é uma galáxia espiral (Sa) localizada na direcção da constelação de Delphinus. Possui uma declinação de +16° 20' 09" e uma ascensão recta de 21 horas, 07 minutos e 47,4 segundos.
A galáxia NGC 7025 foi descoberta em 17 de Setembro de 1863 por Albert Marth.